# Razjareni bik
Razjareni bik (eng. Raging Bull) je američka sportska drama iz 1980. godine redatelja  Martina Scorsesea. Glavne uloge u filmu tumače Robert De Niro kao Jake LaMotta, temperamentni i paranoični, ali uporni boksač koji se otuđio od svoje obitelji i prijatelja. Uz De Nira, u ostalim ulogama pojavljuju se Joe Pesci kao LaMottin brat i menadžer i Cathy Moriarty kao njegova zlostavljana žena.
Robert De Niro osvojio je Oscara za najboljeg glumca za uvjerljivu ulogu boksača Jakea LaMotte, a Joe Pesci bio je nominiran za najboljeg sporednog glumca.

## Pregled
Film je distribuirao studio United Artists: direktori studija isprva su bili neskloni financiranju projekta jer su se bojali da ekstremna vulgarnost i nasilje u scenariju neće dobiti dozvolu i da bi film mogao završiti na crnoj listi. Međutim, Scorsese i De Niro su prepravili scenarij i projekt se mogao nastaviti. Zbog svoje dugogodišnje  astme, zajedno s  depresijom (u koju je upao zbog kritičkog i komercijalnog fijaska njegova visokobudžetnog mjuzikla New York, New York i ozbiljne ovisnosti o kokainu kroz koju je tek nedavno prošao) Scorsese je bio uvjeren nikad neće napraviti novi film, i zato se svim srcem i dušom bacio na nastanak Razjarenog bika.
Robert De Niro dobio je Oscara za najboljeg glumca, svojeg prvog za glavnu ulogu (i jedinog do sada). Film je također osvojio Oscara za najbolju montažu Thelme Schoonmaker, čiji je revolucionarni stil bio puno drukčiji od boksačkih scena u drugim filmovima, kao u Rockyju. Razjareni bik bio je također nominiran za najboljeg sporednog glumca, najbolju sporednu glumicu, za najbolju sliku, najbolji zvuk, najboljeg redatelja i najbolji film.
U nezaboravnoj sceni, Jake LaMotta kaže: "Mogao bih biti natjecatelj..." iz filma Na dokovima New Yorka. Zanimljivo, i Razjareni bik i Na dokovima New Yorka dobili su Oscara za najboljeg glumca.
Film se nalazi na 24. mjestu na AFI-jevoj listi 100 najboljih američkih filmova i 5. na popisu 100 najboljih filmova svih vremena u izboru Entertainment Weekleyja. Dvostruko soundtrack CD izdanje objavljeno je 2005., mnogo kasnije nego što je film objavljen, zbog ranijih problema s dobivanjem dozvola za razne pjesme, koje je Scorsese slušao dok je odrastao u New Yorku.

## Radnja
Film počinje u kasnom razdoblju života Jakea LaMotte u kojem se bavi stand-up  komedijom i vraća se na početak njegove boksačke karijere. La Motta (De Niro) je jaki, uporni i ćudljivi borac iz Bronxa, a njegov brat Joey (Pesci) je njegov menadžer. LaMotta se sporo penje u boksačkom svijetu dok se udvara Vicky (Moriarty), djevojci koju je upoznao u susjedstvu. Nakon što ga je ostavila prva žena, počinje vezu s njom što će dovesti do braka i djece. Međutim, u braku postaje sve više paranoičan i opsesivan sumnjom u ženinu nevjeru.
Kasnije, počinje vjerovati da su njegov brat i žena u vezi iza njegovih leđa. Toliko se razbjesni da se fizički napada brata koji ga napušta. LaMotta gubi svoju titulu u dvoboju sa svojim glavnim rivalom, Sugar Rayom Robinsonom i povlači se u mirovinu nekoliko godina poslije zbog problema s težinom. Postaje stand-up komičar i vlasnik noćnog kluba. Međutim, žena se razvodi od njega, uzima djecu pod svoje skrbništvo dok LaMotta završava u zatvoru zbog toga što je dopustio maloljetnicima da piju alkohol.
Nakon što je pušten iz zatvora, Jake se sastaje s Joeyjem te traži oprost. Film završava s Jakeom koji vježba pred ogledalom spreman za svoje iskupljenje.

## Proizvodnja
Razjareni bik je projekt koji je Martinu Scorseseu predstavio njegov prijatelj i suradnik Robert De Niro. De Niro je otkrio knjigu po kojoj je nastao film i htio je glumiti naslovnu ulogu. Prvu verziju scenarija adaptirao je Scorseseov prijatelj Mardik Martin, koji je bio suradnik na scenariju za Ulice zla. Bio je to stil s prikazivanjem s raznih aspekata. Na kraju, ovaj pristup je djelomično napušten, a scenarij je došao u ruke Paula Schradera, koji je napisao scenarij za film Taksist. Konačna verzija scenarija napisana je, ali bez De Nira i Scorsesea.
Scorsese je priznao da je bio duboko zapao u ovisnost o drogama prije snimanja filma. Izjavio je da ga je Robert De Niro spasio inzistirajući da Scorsese bude uključen u proizvodnju filma. Scorsese je također tvrdio da su sirova emocionalna kvaliteta filma i tema o iskupljenju bili rezultat njegove borbe da se oporavi kroz proizvodnju filma.
Film je sniman u dva dijela. Većina filma, uključujući sve boksačke scene, snimane su prve. Nakon toga, proizvodnja se ugasila na nekoliko mjeseci, tijekom kojih je De Niro povećao težinu dovoljno da može igrati Jakea LaMottu u zadnjem dijelu filma. De Niro je nabacio 30 kg u stanci kako bi se pretvorio iz mladog, mišićavog boksača LaMottu u debelog, mlitavog i starijeg LaMottu. Ovo je djelomično vidljivo u jednoj od posljednjih scena filma, gdje LaMotta spava s raskopčanom košuljom, otkrivajući svoj oveći trbuh. Prema Scorseseu, ove scene su snimane brzo i s minimalno malo ponavljanja zbog tjelesnih De Nirovih teškoća. De Nirova ekstremna metoda glume postat će jedan od najpoznatijih fizičkih preobražaja u modernom filmu.
Scorsese i filmaš Michael Chapman odlučili su se snimati film u crno-bijeloj tehnici, unatoč strahovima da bi to moglo izgledati pretenciozno. Odlučili su se na takav potez zbog vjerodostojnosti (Chapman i Scorsese sjećali su se boksačkih borbi iz '40-ih kao crno-bijelih fotografija u časopisima) i da bi se film razlikovao od ostalih boksačkih filmova koji su snimljeni nedavno, posebno filmovi iz serije Rocky.
Scorsese nije volio kako su snimljene boksačke scene u bivšim filmovima iz gledateljeva kuta, zato što je takva tehnika izolirala gledatelja od brutalnosti u ringu. Tijekom snimanja, Scorseseova mantra ostala je "ostati u ringu", jer je bio odlučan zabilježiti sirovo nasilje svakog udarca i natjerati gledatelja da se osjeća kao boksač. Svaka zamršena koreografska sekvenca imala je drukčiji stil prikazivanja LaMottinih promjena stanja svijesti tijekom svakog meča. Scorsese je svaku scenu nacrtao na papiru prije snimanja.
Film je montiran u Scorseseovu stanu u New Yorku, većinom noću. Navodno je Scorsese bio jako hirovit tijekom post-produkcije. On i njegova prijateljica, Thelma Schoonmaker, potrošili su mnogo vremena za montažu i kompleksnog filmskog soundtracka. Neobično mnogo brige posvećeno post-produkciji izazvalo je neke nesuglasice s producentima, koji su smatrali da Scorsese radi nepotrebno sporo.
Scorsese je tvrdio da mu je toliko vremena bilo potrebno jer je bio uvjeren da će Razjareni bik biti njegov zadnji film i da nije bio htio kompromitirati ono što bi trebalo biti njegov zadnji projekt.

## Kritike
- Razjareni bik isprva je dočekan s različitim kritikama. Mnogi kritičari bili su rezervirani prema nasilju na filmu i nesimpatičnom glavnom liku. Premda su snimanje i montaža bili opće hvaljeni, neki su film vidjeli kao ispraznu stilsku vježbu.Sirova realnost filma kao da se nije uklapala u aktualnu kulturnu atmosferu u kojoj su dominirali fantastični filmovi  Stevena Spielberga i  Georgea Lucasa.
- Neki istaknuti kritičari, kao što je Roger Ebert, tvrdili su da je film trenutačni klasik i ispunjenje ranijih Scorseseovih obećanja. Ebert ga je kasnije proglasio najboljim filmom 80-ih, a na posebnoj listi, kao jedan od 10 najboljih svih vremena.
- Iako je bio nominiran za nekoliko Oscara, film je osvojio samo dva: za montažu i za glavnog glumca. Scorsese je izgubio Oscara za najboljeg redatelja. Te je godine najbolji bio Robert Redford.
- Kad je De Niro primao Oscara, zahvalio je Joeyju LaMotti, iako nas tuži.
- Krajem osamdesetih Razjareni bik zacementirao je svoju reputaciju kao moderni klasik. U brojnim kritičarskim izborima, proglašen je najboljim filmom osamdesetih, a često se spominje kao najbolji Scorseseov film i jedan od najboljih američkih filmova ikada snimljenih.

Supostavljanje pretila kabaretskog zabavljača i boksačkog šampiona u prvi plan dovodi usporedbu dvaju modusa izvedbe, fizičke i verbalne, kojima se protagonist nastoji ostvariti. Put od praiskonske muškosti, koja se može izraziti samo šakama, do klišejizirane rječitosti za mikrofonom, ocrtava ovladavanje sredstvima komunikacije, ističući razlike boksa i glume kao izvedbenih djelatnosti, ali i njihov zajednički nazivnik, rečenicu koja povezuje prvi prijelaz iz sadašnjosti u prošlost: »To je zabava!« Središnje značenje samooblikovanja protagonista naglašavaju amaterske sekvence koje LaMotta sam snima konstruirajući iluziju bračne stabilnosti, suprotstavljajući obojene idilične fantazije crno-bijelim kadrovima zbilje bračnog nasilja. Ponašajući se kao boksač i u društvenim ulogama muža, oca i brata, LaMotta se na kraju u zatvorskoj ćeliji suočava sa samim sobom kao jedinim izvorom svih frustracija i trauma. Spoznaju da je svaka izvedba određena svojim sklopom pravila i moguća jedino unutar primjerenih kodova, LaMotta iskazuje primjenom tuđih riječi na opis vlastitog života: njegova je jedina točka oponašanje Brandove izvedbe monologa Terryja Molloyja u filmu Na dokovima New Yorka. Ključna metafora boksa, kao psihičke borbe s vlastitim destruktivnim nagonima, bravurozno je uobličena vizualnim i zvučnim postupcima: dok su sekvence privatnog života snimljene i montirane dokumentarističkim stilom, prizori u ringu progresivno postaju sve apstraktniji, isključujući, nakon prve borbe, reakcije publike i svodeći mečeve na niz udaraca, predočujući mijenjanjem oblika ringa – od klaustrofobične skučenosti do prostrane izduženosti, usporenim snimkama primanja udarca i šikljanja krvi, ekstremnim krupnim planovima rukavica ili kapi krvi na konopcu, ekspresionističkim rakursima, izmjenama potpune tišine i iznenadnih zv. prasaka te ejzenštejnovskom montažom – subjektivni doživljaj protagonista. Iznimna izvedba Roberta De Nira, koji se radi uvjerljivosti udebljao trideset kilograma, nagrađena je Oscarom, kao i montaža Thelme Schoonmaker.

## Vanjske poveznice
- Razjareni bik u internetskoj bazi filmova IMDb-a
- Veliki filmovi Rogera Eberta  Arhivirana inačica izvorne stranice od 20. rujna 2012. (Wayback Machine)
- Rottentomatoes.com